# كاتريونا ماثيو
كاتريونا ماثيو (بالإنجليزية: Catriona Matthew)‏ هي لاعبة غولف بريطانية، ولدت في 25 أغسطس 1969 في إدنبرة في المملكة المتحدة.

## وصلات خارجية
- كاتريونا ماثيو على موقع رابطة لاعبات الغولف المحترفات (الإنجليزية)
- كاتريونا ماثيو على موقع رابطة أوروبا للاعبات الغولف المحترفات (الإنجليزية)
- كاتريونا ماثيو على موقع أوليمبيديا (الإنجليزية)
- كاتريونا ماثيو على موقع اللجنة الأولمبية البريطانية (الإنجليزية)